# 國立苗栗高級中學
國立苗栗高級中學（英語：National Miaoli Senior High School），簡稱苗栗高中，舊稱省立苗中，是一所位於臺灣苗栗縣苗栗市的國立普通型高級中等學校。

## 概要
1941年4月，「苗栗家政女子學校」成立，翌年改為「苗栗農業實踐女學校」。1946年4月，國民政府接收台灣，改制「新竹縣立苗栗初級中學」。1949年9月，試辦高中部。1950年10月，苗栗設縣，改隸為「苗栗縣立苗栗初級中學」。1951年8月，改制完全中學，更名「苗栗縣立苗栗中學」。1952年8月，改隸省政府，為「台灣省立苗栗中學」。1962年8月，苗栗縣先行試辦「省辦高中，縣市辦初中」，初中部停止招生。1970年8月，改制為「臺灣省立苗栗高級中學」。1973年8月，商科撥交臺灣省立苗栗高級商業職業學校（即為現今的國立苗栗高商）。2000年，改隸教育部，更名為「國立苗栗高級中學」。

## 歷任校長
- 日治時期首任校長：金井勝（1941年4月1日—1946年4月）
- 第一任：徐慶榮（1946年4月—1947年9月）
- 第二任：謝其幹（1947年9月—1949年4月）
- 第三任：徐毓英（1949年4月—1952年8月）
- 第四任：廖傳准（1952年8月—1961年12月，增設高中部後首任校長）
- 第五任：卜冠東（1961年12月—1973年9月）
- 第六任：梁惠溥（1973年9月—1975年9月，梁校長因病逝世，校務由教務主任張春城先生代理）
- 第七任：李煜麟（1975年11月—1983年2月）
- 第八任：杜水木（1983年2月—1993年2月）
- 第九任：莊達田（1993年2月—1996年7月）
- 第十任：謝沐霖（1996年8月—2003年7月）
- 第十一任：羅慶男（2003年8月—2005年7月）
- 第十二任：何富財（2005年8月—2012年7月）
- 第十三任：王先念（2012年8月—2015年7月）
- 第十四任：黃國峰（2015年8月—2019年7月）
- 第十五任：劉瑞圓 （2019年8月—2023年7月）
- 第十六任：巫正成 （2023年8月—現任）

## 姊妹校
- 日本長野縣：長野縣立上田高等學校（日语：長野県上田高等学校）
- 日本廣島縣：廣島縣立日彰館高等學校（日语：広島県立日彰館高等学校）[1]

## 外部連結
- 國立苗栗高級中學 （页面存档备份，存于）（繁體中文）
- 苗栗高中粉絲團的Facebook專頁

24°33′32.96″N 120°48′57.45″E / 24.5591556°N 120.8159583°E